# تپه محمود
تپه محمود مربوط به دوران پیش از تاریخ ایران باستان است و در شمال بوکان واقع شده و این اثر در تاریخ ۱۶ دی ۱۳۴۵ با شمارهٔ ثبت ۵۸۵ به‌عنوان یکی از آثار ملی ایران به ثبت رسیده است.